# Festa Major del Pi
La Festa major del Pi o de Sant Josep Oriol és la festa major del barri del Pi de Barcelona. Se celebra cada any pels volts del 23 de març a les places i carrers que envolten la basílica de Santa Maria del Pi. La festa ret homenatge a sant Josep Oriol, que va néixer i viure a la Ciutat Vella la segona meitat del segle xvii. Aquest sant, molt venerat al barri, va destacar per la seva dedicació als malalts i als pobres i també perquè era molt auster, fins al punt que arribà a ser conegut amb el sobrenom de Doctor Pa i Aigua. La festa de Sant Josep Oriol se celebra des del 1995, quan l'Associació d'Amics dels Gegants del Pi i els comerciants i veïns del barri van decidir recordar la figura del sant amb un conjunt d'actes al voltant de la festivitat.

## Activitats
Molts actes són protagonitzats pels Gegants del Pi, uns dels més antics de Catalunya: la primera referència d'en Mustafà i l'Elisenda data del 1601, i la de l'Oriol i la Laia, del 1780. Pel que fa als gegants, l'any 2010, amb motiu del cinquantè aniversari de la recuperació dels Gegants i Gegantons del Pi, es van voler treure al carrer les figures originals, després de vint-i-cinc anys de mostrar-ne només les còpies. De llavors ençà, els gegants antics Mustafà i Elisenda surten una vegada l'any per inaugurar els actes festius amb un ball a la plaça. A continuació, l'Oriol i la Laia, els gegants petits originals, condueixen una cercavila pels carrerons del barri.
És una festa breu però ben intensa, farcida d'activitats de cultura popular, diverses i per a totes les edats. Durant tres dies s'escenifiquen la llegenda del sant i els atracaments del bandoler català Perot Rocaguinarda, que havia estat veí del barri i hi va deixar empremta. Entre més activitats, es destaquen la cercavila nocturna dels Gegants i Gegantons del Pi i la cercavila dels Oriols. I especialment la trobada de gegants, capgrossos i bestiari de diumenge, que amb un ball final clou tot un cap de setmana de celebracions.
El dissabte anterior a les festes, a la basílica de Santa Maria del Pi s'escenifica el Retaule de Sant Josep Oriol, una representació teatral vuitcentista que explica la vida del sant. Un centenar de persones, entre actors i músics, es vesteixen d'època per mostrar al públic la vida, els miracles, l'enterrament i la mort d'aquest sant que va ser rector de la parròquia.
Diumenge al matí es fa la Trobada de Gegants de Sant Josep Oriol. Els gegants amfitrions conviden companys seus del districte de la Ciutat Vella, de Barcelona i de tot Catalunya a fer una cercavila que recorre els carrers del Barri Gòtic i que s'acaba a la plaça de Sant Josep Oriol, on els balls de gegants són la cloenda de la festa.